# Marr Point
Der Marr Point ist eine Landspitze, die den südwestlichen Ausläufer von Penguin Island im Archipel der Südlichen Shetlandinseln bildet.
Polnische Wissenschaftler benannten sie 1999 nach dem britischen Polarforscher James Marr (1902–1965), der die Insel erstmals exakt beschrieben hatte.